# Cyrtandra tibangensis
Cyrtandra tibangensis är en tvåhjärtbladig växtart som beskrevs av Brian Laurence Burtt. Cyrtandra tibangensis ingår i släktet Cyrtandra och familjen Gesneriaceae. Inga underarter finns listade i Catalogue of Life.